# Uno di noi è un traditore
Uno di noi è un traditore è un arco narrativo a fumetti pubblicato dalla DC Comics nei numeri 346 e 347 di Adventure Comics (luglio-agosto 1966). Fu scritto da Jim Shooter (che all'epoca aveva solo quattordici anni), con illustrazioni dello stesso Shooter e di Curt Swan. La storia presentò la prima comparsa dei Khund e di quattro nuovi membri della Legione dei Super-Eroi, uno dei quali si rivelerà essere un traditore.

## Trama
Dopo aver salvato alcuni lavoratori dalla morte, Cosmic Boy giunse alla riunione della Legione dove vengono presentati quattro nuovi membri: la Principessa Projectra del pianeta Orando, con l'abilità di proiettare illusioni; Nemesis Kid del pianeta di alchimisti Myar, con l'abilità di sconfiggere un avversario per volta; Ferro Lad, un terrestre mutante in grado di trasformare il suo corpo in ferro; Karate Kid, la cui esperienza nel combattimento corpo a corpo gli permise di sconfiggere Superboy. I Legionari vengono informati dell'esistenza di una nuova civiltà sul pianeta Khund in una lontana galassia dalla quale è arrivato un ultimatum da un certo Garlak che intimava alla Terra di arrendersi. Preoccupandosi a proposito del fatto che forse i Khund avevano delle spie nei Pianeti Uniti, Superboy inviò un gruppo di Legionari a guardia delle tre elettro-torri localizzate intorno alla Terra - inconsapevoli che i Khund avevano già piantato una spia nella stessa Legione.
Quando le navi Khund attaccarono l'elettro-torre in Alaska, Karate Kid suggerì a Phantom Girl di investigare. La nave esplose e quasi la uccise, e Karate Kid fu trovato incosciente al sito della torre, che ora era distrutta. Quando si scoprì che la volta dell'arsenale della torre fu violato da qualcuno che diede colpi tipici delle arti marziali, Phantom Girl sospettò di Karate Kid - soprattutto perché fu lui a presentarsi volontario per l'incarico di guardia alla volta. Superboy guidò una squadra di Legionari all'elettro-torre della Terra del Fuoco, dove respinsero un attacco da parte dei Khund, ma furono scioccati quando la torre fu improvvisamente distrutta da un fulmine dalla terza torre a Celyon. Giungendovi immediatamente, la squadra trovò la terza torre già distrutta, e scoprì che Karate Kid era scomparso.
Le ultime armi rimaste sulla Terra con il potere di respingere un attacco alieno si trovavano nell'arsenale della Legione. La squadra corse così al proprio quartier generale dove scoprirono Karate Kid davanti all'arsenale e tutte le armi distrutte. Superboy esclamò "«E va bene, Kid! Il gioco è finito! Ora sei nostro!"». Ma prima che Karate Kid potesse proclamare la sua innocenza, Nemesis Kid comparve dal dietro un serbatoio e confessò di essere lui la spia; credette erroneamente che Superboy si riferì a lui quando disse "Kid". Improvvisamente, emerse una quarta elettro-torre dalla terra e distrusse l'invadente flotta Khund. Superboy rivelò che, dopo il primo attacco, costruì una torre falsa in Sud America e nascose invece quella vera. Quando alcune delle navi Khund sopravvissero all'attacco della torre, i Legionari salirono a bordo di alcune piattaforme jet per difendere il pianeta. La squadra sconfisse quest'ultima onda d'attacco, e Karate Kid catturò la nave ammiraglia con a bordo Garlak. Successivamente, Nemesis Kid - incapace di difendersi da nemici multipli - utilizzò i suoi poteri per teletrasportarsi via dalla Terra e fuggire. Superboy notò che Nemesis Kid fu uno dei più potenti membri di sempre, e si lamentò della perdita di quello che avrebbe potuto essere un grande Legionario.
La tragedia si abbatté su ognuno dei quattro nuovi Legionari presenti in questa storia:
- Ferro Lad si sacrificò per salvare la Via Lattea dal Mangiatore di Soli[3].
- Anni dopo, Projectra fu incoronata regina di Orando e sposò Karate Kid[4], ma Kid fu ucciso difendendo il pianeta dall'invasione di Karate Kid e della sua Legione dei Supercriminali[5]. Così, Projectra uccise Nemesis Kid in combattimento[6].
- In lutto per la sua perdita, Projectra rientrò nella Legione come Sensor Girl[7], rinunciando però al trono di Orando[8].